# Tresteg för damer i friidrott vid olympiska sommarspelen 2004
 Tresteg, damer vid  Olympiska sommarspelen 2004 genomfördes vid Atens olympiska stadion den 21 och 23 augusti.

## Medaljörer
| Event   | Guld                           | Guld    | Silver                     | Silver  | Brons                     | Brons   |
| Tresteg | Françoise Mbango Etone Kamerun | 15,30 m | Hrysopiyí Devetzí Grekland | 15,25 m | Tatjana Lebedeva Ryssland | 15,14 m |

## Resultat
Alla resultat visas i meter.

Q automatiskt kvalificerad.

DNS startade inte.

OR markerar olympiskt rekord.

NR markerar nationsrekord.

PB markerar personligt rekord.

SB markerar bästa resultat under säsongen.

NM markerar ej resultat

DSQ markerar diskvalificerad eller utesluten.
Kvalgränsen var satt till 14,50 vilket klarades av 15 tävlande

### Kval
| Placering | Grupp | Namn                   | Nationalitet | 1     | 2     | 3     | Märke | Noteringar |
| --------- | ----- | ---------------------- | ------------ | ----- | ----- | ----- | ----- | ---------- |
| 1         | A     | Hrysopiyí Devetzí      | Grekland     | 15.32 |       |       | 15.32 | Q, NR      |
| 2         | A     | Baya Rahouli           | Algeriet     | 14.89 |       |       | 14.89 | Q, NR      |
| 3         | B     | Yamilé Aldama          | Sudan        | 14.80 |       |       | 14.80 | Q          |
| 4         | A     | Kéné Ndoye             | Senegal      | 14.32 | 14.79 |       | 14.79 | Q          |
| 5         | A     | Tatjana Lebedeva       | Ryssland     | 14.71 |       |       | 14.71 | Q          |
| 6         | B     | Huang Qiuyan           | Kina         | 14.09 | 14.29 | 14.66 | 14.66 | Q, SB      |
| 7         | B     | Trecia Smith           | Jamaica      | x     | 14.65 |       | 14.65 | Q          |
| 8         | B     | Anna Pjatych           | Ryssland     | x     | 14.62 |       | 14.62 | Q          |
| 9         | B     | Françoise Mbango Etone | Kamerun      | 14.61 |       |       | 14.61 | Q          |
| 10        | A     | Magdelín Martínez      | Italien      | 14.57 |       |       | 14.57 | Q          |
| 11        | A     | Olena Govorova         | Ukraina      | 14.56 |       |       | 14.56 | Q          |
| 11        | B     | Adelina Gavrilă        | Rumänien     | 14.56 |       |       | 14.56 | Q          |
| 13        | A     | Ólga Vasdéki           | Grekland     | x     | 14.54 |       | 14.54 | Q, SB      |
| 14        | A     | Yusmay Bicet           | Kuba         | 14.21 | 14.53 |       | 14.53 | Q          |
| 15        | A     | Natallia Safronava     | Belarus      | 14.52 |       |       | 14.52 | Q, SB      |
| 16        | A     | Mariana Solomon        | Rumänien     | x     | 14.29 | 14.42 | 14.42 | PB         |
| 17        | B     | Simona La Mantia       | Italien      | 14.00 | 14.39 | x     | 14.39 |            |
| 18        | B     | Carlota Castrejana     | Spanien      | 14.32 | 14.37 | x     | 14.37 | =SB        |
| 19        | A     | Marija Dimitrova       | Bulgarien    | x     | x     | 14.16 | 14.16 |            |
| 20        | A     | Ineta Radēviča         | Lettland     | 14.12 | 14.03 | 14.06 | 14.12 | PB         |
| 21        | B     | Viktorija Gurova       | Ryssland     | 14.04 | x     | 14.03 | 14.04 |            |
| 22        | A     | Tiombe Hurd            | USA          | 13.98 | 13.97 | 13.93 | 13.98 |            |
| 23        | B     | Heli Kruger            | Finland      | x     | 13.70 | 13.98 | 13.98 |            |
| 24        | A     | Olga Bolşova           | Moldavien    | 13.90 | 13.87 | 13.64 | 13.90 |            |
| 25        | A     | Tatjana Botjarova      | Kazakstan    | 13.18 | 13.41 | 13.81 | 13.81 |            |
| 26        | A     | Šárka Kašpárková       | Tjeckien     | x     | x     | 13.79 | 13.79 |            |
| 27        | B     | Anastasija Juravleva   | Uzbekistan   | 13.64 | 13.52 | 13.51 | 13.64 |            |
| 28        | B     | Yuliana Perez          | USA          | x     | 13.62 | 13.51 | 13.62 |            |
| 29        | B     | Liliana Zagacka        | Polen        | 13.36 | 13.59 | 13.41 | 13.59 |            |
| 30        | B     | Tetjana Sjtjurenko     | Ukraina      | x     | 13.12 | 13.55 | 13.55 |            |
| 31        | B     | Julia Dubina           | Georgien     | 13.36 | 12.61 | 12.90 | 13.36 |            |
| 32        | A     | Zhang Hao              | Kina         | x     | 13.30 | x     | 13.30 |            |
| 33        | B     | Athanasia Perra        | Grekland     | 13.19 | x     | —     | 13.19 |            |

### Final
| Placering | Namn                   | Nationalitet | 1     | 2     | 3     | 4     | 5     | 6     | Märke | Noteringar |
| --------- | ---------------------- | ------------ | ----- | ----- | ----- | ----- | ----- | ----- | ----- | ---------- |
| 1         | Françoise Mbango Etone | Kamerun      | x     | 15.30 | 15.02 | 15.17 | 15.21 | 15.30 | 15.30 | AR         |
| 2         | Hrysopiyí Devetzí      | Grekland     | 14.96 | 14.59 | 15.14 | 15.25 | x     | 14.92 | 15.25 |            |
| 3         | Tatjana Lebedeva       | Ryssland     | x     | 14.84 | 14.95 | x     | 15.04 | 15.14 | 15.14 |            |
| 4         | Trecia Smith           | Jamaica      | x     | 15.02 | 13.23 | x     | x     | 14.70 | 15.02 |            |
| 5         | Yamilé Aldama          | Sudan        | x     | 14.90 | 14.74 | 14.99 | 13.92 | 14.19 | 14.99 |            |
| 6         | Baya Rahouli           | Algeriet     | 14.75 | 14.86 | 14.57 | 14.76 | x     | 14.68 | 14.86 |            |
| 7         | Magdelín Martínez      | Italien      | 14.70 | 14.85 | 14.58 | 14.50 | 14.51 | 14.76 | 14.85 |            |
| 8         | Anna Pjatych           | Ryssland     | 14.16 | 14.58 | x     | x     | x     | 14.79 | 14.79 |            |
| 9         | Yusmay Bicet           | Kuba         | x     | x     | 14.57 |       |       |       | 14.57 |            |
| 10        | Olena Govorova         | Ukraina      | 14.07 | 14.35 | 14.35 |       |       |       | 14.35 |            |
| 11        | Ólga Vasdéki           | Grekland     | 14.34 | 14.08 | x     |       |       |       | 14.34 |            |
| 12        | Huang Qiuyan           | Kina         | 13.85 | 14.33 | 14.04 |       |       |       | 14.33 |            |
| 13        | Natallia Safronava     | Belarus      | 14.20 | x     | 14.22 |       |       |       | 14.22 |            |
| 14        | Kéné Ndoye             | Senegal      | x     | 14.09 | 14.18 |       |       |       | 14.18 |            |
| 15        | Adelina Gavrilă        | Rumänien     | x     | x     | 13.86 |       |       |       | 13.86 |            |

## Tidigare vinnare

### OS
- 1896-1992: Inga tävlingar
- 1996 i Atlanta: Inessa Kravets, Ukraina – 15,33
- 2000 i Sydney: Tereza Marinova, Bulgarien – 15,20

### VM
- 1983 i Helsingfors: Ingen tävling
- 1987 i Rom: Ingen tävling
- 1991 i Tokyo: Ingen tävling
- 1993 i Stuttgart: Anna Birjukova, Ryssland – 15,09
- 1995 i Göteborg: Inessa Kravets, Ukraina – 15,50
- 1997 i Aten: Sarka Kasparkova, Tjeckien – 15,20
- 1999 i Sevilla: Paraskeví Tsiamíta, Grekland – 14,88
- 2001 i Edmonton: Tatjana Lebedeva, Ryssland – 15,25
- 2003 i Paris: Tatjana Lebedeva, Ryssland – 15,18